# Lilly King
Lillia Camille King (Evansville, Indiana, 1997. február 10. –) amerikai úszónő, háromszoros olimpiai és ötszörös világbajnok.

## Élete és pályafutása
King az indianai állam Evansville városában, Ginny és Mark King lányaként született 1997-ben.

### 2016-os riói olimpia
King a 100 méteres mellúszásban és a 4x 100 méter váltón is aranyérmes lett a riói olimpián.

### 2017-es Vizes-világbajnokság
Budapesten a Duna Arénában rendezett vizes-világbajnokságon 50 méteres és a 100 méteres új világrekorddal lett világbajnok. 
A női 4 ×100 méteres és a Vegyes 4 ×100 méteres váltón is világbajnok lett Budapesten.

## Legjobb idejei
| Versenyszám | Idő     | Helyszín     | Dátum            | Jegyz. |
| ----------- | ------- | ------------ | ---------------- | ------ |
| 50 m mell   | 29.40   | Budapest     | 2017. július 30. | WR     |
| 100 m mell  | 1:04.13 | Budapest     | 2017. július 25. | WR     |
| 200 m mell  | 2:21.83 | Indianapolis | 2017. június 28. |        |

## Világrekordok
| Típus | Táv   | Versenyszám | Idő     | Verseny                      | Helyszín               | Dátum            | Kor | Jegyz. |
| ----- | ----- | ----------- | ------- | ---------------------------- | ---------------------- | ---------------- | --- | ------ |
| WR    | 100 m | Mellúszás   | 1:04.13 | 2017-es Vizes-világbajnokság | Budapest, Magyarország | 2017. július 25. | 20  | [ 6 ]  |
| WR    | 50 m  | Mellúszás   | 29.40   | 2017-es Vizes-világbajnokság | Budapest, Magyarország | 2017. július 30. | 20  | [ 7 ]  |